# Запалення

Запалення на шкірі

Запалення від укусу оси.

Запа́лення (лат. inflammatio) — типовий патологічний процес, складна захисна реакція організму на дію шкідливих агентів, що виробилась протягом тривалої еволюції та є комплексом тканинно-судинних змін. Це один з процесів, що лежить в основі багатьох захворювань, різних за своєю природою. Біологічне значення запалення полягає в перешкоджанні розповсюдженню в організмі хвороботворних агентів, інколи запальний процес сприяє їхньому знищенню.
Запалення — місцева пристосувальна реакція організму у відповідь на ушкодження. Ця циклічна реакція завершується усуненням хвороботворної причини, регенерацією тканин та відновленням функції органа (І. В. Давидовський).
Запалення — комплексна місцева судинно-мезенхімальна реакція на пошкодження тканин, спричинена діям різного роду агентів. Ця реакція спрямована на знищення агента, що спричинив пошкодження, та на відновлення пошкодженої тканини. Запалення — реакція, вироблена в ході філогенезу, має захисно-пристосувальний характер і містить у собі елементи не тільки патології, але й фізіології.

## Історія вивчення
Перші письмові відомості про запалення сягають часів Давнього Єгипту. Їх знайдено на папірусах, датованих приблизно 3000 роками до н. е.
Давньоримський філософ Авл Корнелій Цельс описав чотири ознаки запалення: лат. rubor (почервоніння), tumor (набряк), calor (жар), dolor (біль); пізніше Клавдій Гален дав п'яту ознаку — functio laesa (порушення функції) — пентада Цельса-Галена.
У розвиток вчення про запалення великий внесок здійснили І. І. Мечников, І. В. Давидовський, А. І. Струков. Інтенсивне вивчення механізмів запалення почалось після створення Вірховим вчення про целюлярну («нутритивну») патологію, згідно з яким воно являє собою місцеву реакцію тканин, що полягає у білковій дистрофії клітин. Учень Вірхова, Ю. Конгейм, докладно описав розлади місцевого кровообігу в осередку запалення та запропонував судинну теорію запалення. Мечников у 1892 створив загальнобіологічну теорію запалення, в якій показав значення в розвитку запалення особливостей еволюції організму та фагоцитарну реакцію як невід'ємну частину запального процесу.

## Патофізіологічні та патоморфологічні аспекти запалення
Причини виникнення запалення можуть бути як зовнішніми (бактерії, їхні токсини, механічні травми, дія хімічних речовин тощо), так і внутрішніми (гематоми, відкладення солей, омертвіння тканин тощо). Також розрізняють гостре, підгостре та хронічне запалення. Гостре запалення зовнішніх покривів тіла проявляється в почервонінні, набряку, підвищенням температури в місці запалення та порушення функцій уражених тканин. При хронічному запаленні, а також запаленні внутрішніх органів спостерігаються не всі ці ознаки.
За морфогенезом виділяють:
1. Ексудативне запалення — характеризується переважанням судинної реакції й утворенням у вогнищі запального ексудату;
2. Продуктивне (проліферативне) запалення — розвивається при тривалому ушкодженні тканин, характеризується переважанням у вогнищі запалення тривалого розмноження клітин з утворенням клітинного інфільтрату.[5]

Запалення складається з судинної реакції, альтерації, ексудації та проліферації.
Судинна реакція полягає в короткочасному звуженні артеріол та капілярів, а потім їхнім посиленим розширенням та наповненням (судинна гіперемія). Такі судинні зміни обумовлюються накопиченням в місці запалення речовин, що впливають на тонус судинної стінки (ацетилхолін, гістамін, аденіннуклеотиди). Внаслідок підвищенню проникності стінки судин, в тканини, що їх оточують виходить плазма та лейкоцити (ексудація).
Альтерація – пошкодження тканин при запаленні обумовлюється зміною їхньої функції та структури, внаслідок чого розвиваються різноманітні процеси від дистрофії до некроза, є ініціальною (початковою) фазою запалення. В цій фазі відбувається викидання біологічно активних речовин — медіаторів запалення, які можуть бути плазмового (гуморального) і клітинного (тканинного) походження. Медіатори плазмового походження — представники калікреїн-кінінової системи, згортаючої та протизгортаючої (XII фактор, або фактор Хагемана, плазмін) і комплементарної (компоненти С3-С5) систем. Медіатори цих систем підвищують проникність мікросудин, активізують хемотаксис поліморфно-ядерних лейкоцитів, фагоцитоз і внутрішньосудинну коагуляцію. Медіатори клітинного походження пов'язані з ефекторними клітинами — базофілами, які викидають гістамін, серотонін, повільно реагуючу субстанцію анафілаксії та ін.; тромбоцитами, які виділяють також лізосомні ферменти; поліморфно-ядерними лейкоцитами, багатими на лейкокіни, лізосомні ферменти, катіонні білки та нейтральні протеази. В такій тканині відбувається прискорений обмін речовин, зокрема надлишкове споживання глюкози при недостачі кисню, що призводить до ацидозу. Порушення обміну речовин викликають підвищення осмотичного та онкотичного тиску.
Ексудація — це судинна реакція з утворенням ексудату та запального клітинного інфільтрату, яка завершується очищенням вогнища запалення від збудників і зруйнованих клітин. На характер ексудативного процесу впливає характер збудника. Ексудат за характером може бути серозним (альбумін плазми крові), фібринозним (багатий на фібриноген), гнійним (з переважанням лейкоцитів), гнильним (гнильне перетворення ексудату), геморагічним (підвищена кількість еритроцитів), катаральним (багатий на слиз). В залежності від характеру випоту розрізняють різні види ексудативного запалення (серозне, гнійне тощо). Накопичення ексудату обумовлює набряк, внаслідок якого виникає здавлення нервових закінчень та біль. В процесі судинних змін лейкоцити виходять з судинного русла та здійснюють фагоцитоз. Порушення кровообігу в місці запалення призводить до утворення тромбів судин, та стисканню маленьких судин набряком, внаслідок чого затримується розповсюдження шкідливих агентів в організмі. Запалення локалізує інфекцію в зоні проникнення й обмежує її проникнення в організмі.
На фоні ексудації та альтерації починається проліферація – розмноження клітин, найбільш виражена в кінцевих стадія процесу запалення. Потім починається регенерація тканин. У фазу клітинної проліферації та репарації ушкодженої тканини мікроскопічно спостерігають розмноження клітин та утворення клітинних проліфератів, у кінці відбувається відновлення початкової структури тканини або формування рубця та репаративне ремоделювання ушкодженої тканини.

## Класифікація
- Ексудативне запалення (inflammatio exsudativa) — характеризується переважанням судинної реакції й утворенням у вогнищі запального ексудату
  - Катаральне запалення (inflammatio catarrhalis) — запалення слизових оболонок, воно супроводжується рясним виділенням слизистого ексудату внаслідок гіперсекреції слизових залоз
  - Гнійне запалення (inflammatio purulenta)
  - Геморагічне запалення (inflammatio haemorrhagica)
  - Серозне запалення (inflammatio serosa)
  - Фібринозне запалення (inflammatio fibrinosa)
  - Гнильне запалення, або гангренозне, іхорозне (inflammatio putrida) — розвивається як продовження гнійного, фібринозного або серозного запалення.
  - Мішане запалення
- Проліферативне запалення, або продуктивне (inflammatio productiva, inflammatio proliferativa) — розвивається при тривалому ушкодженні тканин, характеризується переважанням у вогнищі запалення тривалого розмноження клітин з утворенням клітинного інфільтрату.

До недавнього часу виділяли ще третю форму запалення — альтеративне. При ньому, як вважалося, переважає альтерація, а ексудація і проліферація проявляються дуже слабко або взагалі не виражені. Зараз існування альтеративного запалення більшість патологів заперечує: на тій підставі, що в таких випадках нема судинно-мезенхімальної реакції (ексудації і проліферації), яка і складає сутність запальної реакції, тому доречніше казати про некроз.